# Caterina di Meo Lippi
Caterina di Meo Lippi o Caterina Buti del Vacca (1431 ca. – 1493 ca.) fu la presunta madre di Leonardo da Vinci.

## Biografia

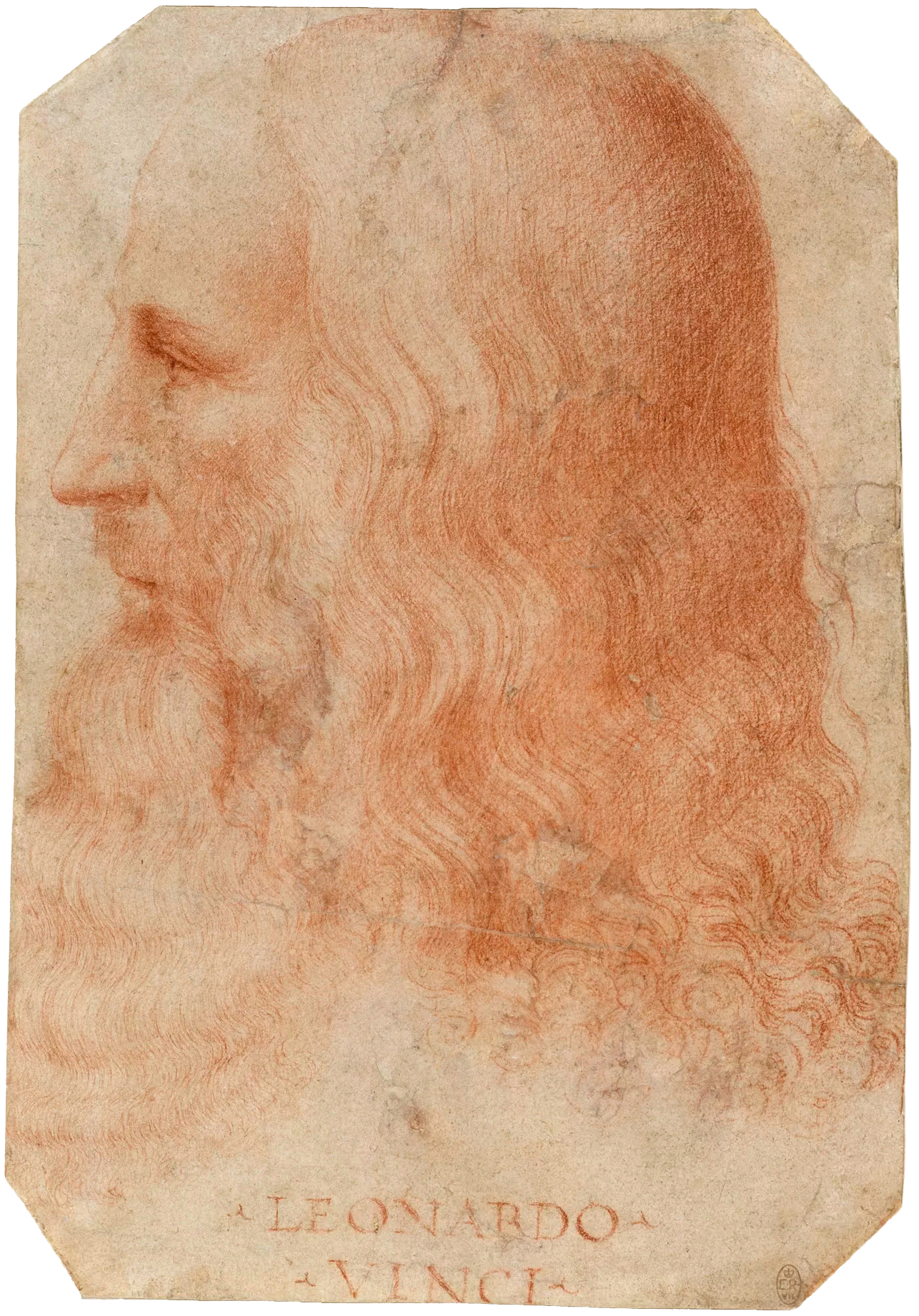
Ritratto di Leonardo attribuito a Francesco Melzi.

Già conosciuta come Caterina Buti del Vacca, ricerche recenti la identificano come Caterina di Meo Lippi. Si conoscono poche informazioni sulla sua vita. D'umili origini, fu amante del ricco notaio fiorentino Piero da Vinci e la presunta madre di Leonardo da Vinci, nato ad Anchiano frazione di Vinci il 15 aprile 1452. Venne allontanata dalla famiglia del padre e un anno dopo la nascita del figlio si sposò col ceramista Antonio di Pietro Buti del Vacca da Poggio Zeppi, vicino a Vinci, soprannominato Attaccabriga, dal quale ebbe cinque figli.
Secondo Alessandro Vezzosi, direttore del Museo ideale Leonardo da Vinci, Caterina poteva essere una schiava di proprietà di Piero, il padre di Leonardo, in quanto Caterina era un nome usualmente attribuito alle schiave. Uno studio dattiloscopico del 2006 sulla base di una impronta di Leonardo ipotizzò che Caterina potesse essere di origine mediorientale. Questa ipotesi è smentita da Simon Cole, professore associato di criminologia, diritto e società all'Università della California a Irvine, perché non si può prevedere l'origine etnica di una persona da questo tipo di studi dattiloscopici.
Secondo Martin Kemp, professore emerito all'Università di Oxford e uno dei massimi conoscitori della vita di Leonardo, non c'è alcuna prova che Caterina fosse una schiava di origine mediorientale. Dopo aver scavato in archivi e documenti trascurati in Italia, nel 2017 Kemp, insieme al ricercatore italiano Giuseppe Pallanti, ha trovato documenti che proverebbero che la madre di Leonardo fosse una giovane donna locale di nome Caterina di Meo Lippi, di circa 16 anni e di umili origini. Conosciuta come Buti del Vacca solo dopo il matrimonio con Antonio di Pietro Buti del Vacca, avvenuto dopo la nascita di Leonardo.